# Stryper
Stryper est un groupe de heavy metal chrétien américain, originaire du Comté d'Orange, en Californie. La formation du groupe comprend Michael Sweet (chant, guitare), Oz Fox (guitare), Tim Gaines (guitare basse), et Robert Sweet (batterie). En 2004, Gaines quitte le groupe et est remplacé par Tracy Ferrie (basse) mais revient en 2009.
Formé en 1983 sous le nom de Roxx Regime, le groupe change de nom pour refléter sa foi chrétienne. Il devient le premier groupe ouvertement heavy metal chrétien qui se fait accepter par le grand public. En 1983, ils signent au label Enigma Records et publient leur premier album The Yellow and Black Attack. Au milieu des années 1980, Stryper jouit d'une période de succès avec l'album To Hell with the Devil, qui est certifié disque de platine. Stryper publie deux autres albums certifiés disques d'or en 1992. En 2003, Stryper se réunit puis signe avec Big3 Records en 2005. En 2013, ils signent avec Frontiers Records, et publient l'album Second Coming. Fallen est publié le 16 octobre 2015.
Le nom de Stryper s'inspire de la Bible du roi Jacques.

## Biographie

### Débuts (1975–1990)

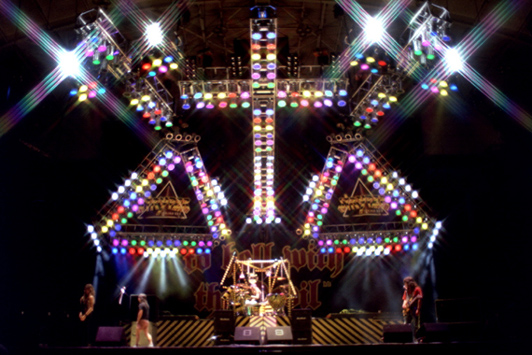
Stryper en concert, en 1986.

Les frères Sweet deviennent chrétiens en 1975, mais commencent à perdre foi. Ils rejoignent l'église sous les encouragements de leur ami Kenny Metcalf (leur premier claviériste de tournée),. Inspirés par des groupes comme Van Halen, mais insatisfaits par leur message, ils décident de lancer leur propre groupe grâce auquel ils révéleront au public leur foi et leur point de vue du monde. Stryper est à l'origine nommé Roxx Regime et composé des frères Michael Sweet au chant et à la guitare solo, et Robert Sweet à la batterie ; ils sont rejoints par Eric Johnson à la basse, avec qui ils forment un trio. Oz Fox se joindra finalement au groupe. Avant l'arrivée d'Oz Fox, un nombre de guitariste faillit rejoindre Roxx Regime, comme Doug Aldrich et C.C. DeVille.
Le nom Stryper est trouvé par Tim Gaines. Peu après, ils publient un EP The Yellow and Black Attack le 21 juillet 1984. À cette période, Stryper joue pour des groupes comme Ratt et Bon Jovi, à la suite de quoi les fans et la presse spécialisée pensent que Stryper n'est pas un vrai groupe chrétien. Le premier album de Stryper, Soldiers Under Command, publié le 15 mai 1985, est leur premier certifié disque d'or. Leur label Enigma Records rééditera The Yellow and Black Attack le 10 août 1986 accompagné de deux nouvelles chansons, et d'une nouvelle couverture.
Le troisième album de Stryper, To Hell with the Devil, est publié le 24 octobre 1986, et est certifié disque de platine après avoir atteint les classements Billboard pendant trois mois, terminant finalement avec deux millions d'exemplaires vendus. En plus d'être le premier véritable succès de Stryper, l'album est le premier orienté musique chrétienne contemporaine et metal chrétien à atteindre un tel succès. Calling on You, Free et Honestly sont significativement diffusés sur MTV en 1987. Stryper est aussi le deuxième groupe chrétien diffusé sur MTV, après Degarmo et leur chanson 666. Honestly est la chanson la mieux classée du groupe, atteignant la 23e place du Top 40. L'album est nommé pour un Grammy Award.
Le bassiste Tim Gaines ne participe pas à l'élaboration de To Hell with the Devil, et est remplacé, pendant une courte période, par Matt Hurich. Hurich ne reste pas plus d'un mois dans le groupe. Brad Cobb joue de la basse sur l'album. Cependant, après la prise de photos promotionnelles, Gaines revient dans le groupe, et participe à la tournée qui suit. En 1987, le groupe participe au festival Dynamo Open Air aux Pays-Bas. Avant Stryper, Hurich était membre au sein du groupe Leatherwolf. En été 1986, Kenny Metcalf quitte la tournée et Brent Jeffers remplace Kenny Metcalf aux claviers, et tourne avec Stryper jusqu'en 1990.
Le quatrième album de Stryper, In God We Trust, est publié le 28 juin 1988, et est certifié disque d'or. La chanson Always There for You atteint brièvement la 71e place des classements pop. Cependant, le son de l'album est plus orienté pop que leurs précédents albums, ce qui ne satisfait pas la presse spécialisée que le considère surproduit. L'image du groupe, à cette période, se rapproche du glam metal,,. Ces facteurs mènent à une baisse des ventes, et l'album ne passe que cinq semaines au classement Billboard. Le second single, I Believe in You, atteint la 88e place, et le troisième single Keep the Fire Burning ne l'atteint pas. In God We Trust obtient deux Dove Awards dans les catégories « album hard » et « chanson hard » pour le single titre.

### Déclin, séparation et projets solo (1990–1999)
Le 21 août 1990, Stryper publie son album polémique Against the Law, qui change radicalement l'image et le message que veut faire passer le groupe. Les couvertures de leurs premiers albums sont recouvertes de jaune et de noir et les paroles avaient pour thèmes Dieu et la repentance, mais Against the Law montre le groupe portant des vêtements en cuir et ne mentionnera jamais le mot « Dieu ». Le style est plus catégorisé heavy metal traditionnel. Le batteur Robert Sweet explique que ce changement d'image est lié aux critiques qu'a reçues le groupe à cause de leur album précédent, et à son désir de s'éloigner de son image glam metal. L'album se vend difficilement, en partie à cause du rumeurs de la presse et des fans prétendant que le groupe s'éloigne de leur foi chrétienne. La vidéo de leur reprise de Shining Star du groupe Earth, Wind and Fire (1975), n'est pas un succès. Deux autres vidéos sont réalisées pour les chansons Two Time Woman et Lady, qui sont très peu diffusées. Néanmoins, certains critiques considèrent cet album comme le meilleur du groupe en date.
Le 20 juillet 1991, après sa signature au label Hollywood Records, Stryper publie un best-of intitulé Can't Stop the Rock, qui comprend deux nouvelles chansons. L'une d'elles, intitulée Believe, s'inspire de la Guerre du Golfe. Le groupe continue à tourner jusqu'en février 1992, après le départ du chanteur Michael Sweet à cause de divergences artistiques, et aussi afin de poursuivre sa carrière en solo. Au début de 1992, Stryper effectue quelques apparitions en Europe en trio avec Oz Fox au chant. Peu après, le 5 mai, ils jouent au Knott's Berry Farm de Buena Park, en Californie. Ils demandent à Dale Thompson du groupe de metal chrétien Bride de devenir leur chanteur dans l'espoir qu'il rejoigne le groupe. Au début de 1993, le groupe joue plusieurs dates européennes en trio ; leur dernier show s'effectue en 1993 à Sportzentrum, Greifensee, en Suisse. Michael Sweet signe avec Benson Records en 1993 et publie son premier album solo en 1994.

### Réunions et dernières activités (depuis 1999)

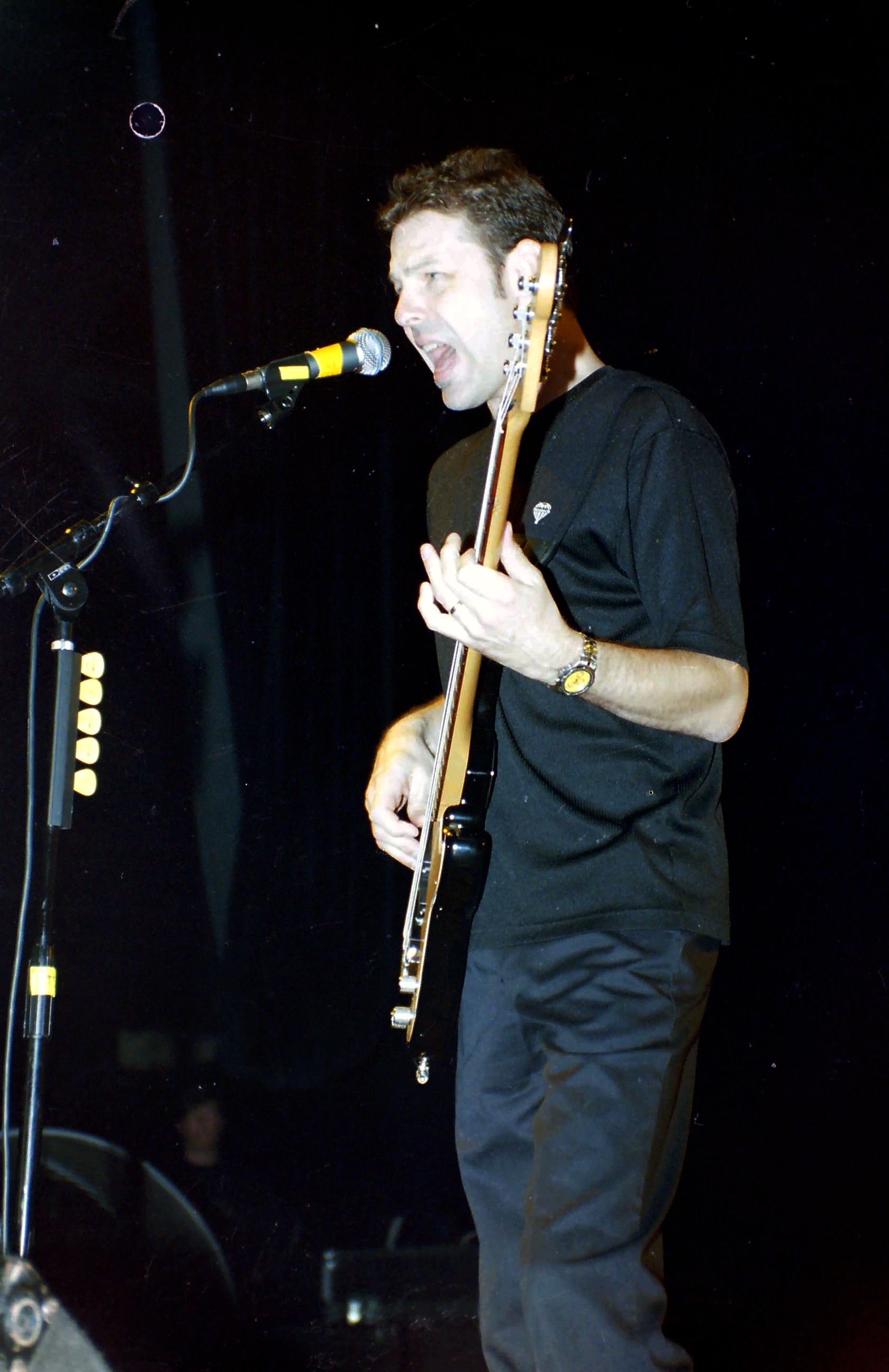
Tim Gaines, bassiste de Stryper, en concert en 1999.

Les anciens membres de Stryper se réunissent pour la première fois en 1999, pour jouer un festival de rock à Cabo Rojo, Porto Rico. Sweet se joint à Oz Fox et Tim Gaines sur scène et joue plusieurs chansons du groupe. En 2000, le premier Stryper Expo est organisé dans le New Jersey, et, pour la première fois en huit ans, la formation originale de Stryper monte sur scène. Cette même année, un concert est organisé au Costa Rica. Un second Stryper Expo est organisé à Los Angeles en 2001.
Hollywood Records demande aux anciens membres de Stryper d'enregistrer des chansons pour leur best-of intitulé 7: The Best of Stryper en 2003. La compilation comprend deux nouvelles chansons, Something et For You. Cette sortie suit d'une tournée. Le groupe joue 36 concerts aux États-Unis et termine la tournée à San Juan, Porto Rico. Un album live, intitulé 7 Weeks: Live in America, 2003, est publié l'année suivante. Gaines et le groupe se séparent en 2004 avant leur annonce de participer au Night of Joy de Disney à Orlando, en Floride.
Le nouvel album de Stryper, Reborn, est publié le 16 août 2005, et devient le premier album comprenant de nouvelles chansons après 15 ans. Il est produit par Michael Sweet, et bien accueilli par la presse spécialisée qui le considère entre autres comme le meilleur album du groupe en date. Incorporant quelques aspects de rock alternatif et de grunge, ainsi que des morceaux de guitares solos, l'album parvient, malgré ces nouveaux éléments sonores, à garder l'identité musicale de Stryper. L'album est écrit par Michael Sweet.
En 2006, le groupe publie le DVD Greatest Hits: Live in Puerto Rico chez Music Video Distributors. Stryper est également annoncé avec Slayer pour un concert au Mexique. Quelques mois plus tard, Slayer annonce sa tournée pour des raisons personnelles,,.
En novembre 2006, Stryper annonce une suite à Reborn pour milieu 2007. Cependant, le chanteur Michael Sweet repousse la sortie de l'album deux jours avant l'enregistrement. L'épouse de Sweet, Kyle, souffre d'un stade avancé de cancer de l'ovaire, et l'album est repoussé afin qu'il puisse s'occuper de sa famille. Elle sera opérée et en convalescence du 14 février au 14 juillet. En avril 2008, Kyle annonce qu'elle est toujours atteinte du cancer en octobre 2007. Le nouvel album est en phase de mixage en janvier 2008, et Sweet annonce sa sortie pour juin ou août dans l'année. Le groupe signe avec le label Frontiers Records, et publie Second Coming le 25 mars 2013.
Leur nouvel album No More Hell to Pay est terminé le 29 mai 2013, et publié le 5 novembre chez Frontiers Records. Live at the Whisky, un coffret CD/DVD est enregistré au Whisky A Go Go et publié en septembre 2014. L'album Fallen, est publié le 16 octobre 2015.

## Membres

### Membres actuels
- Michael Sweet - chant, guitare (1982–1992, 1999-2001, depuis 2003)
- Robert Sweet - batterie, percussions (1983–1992, 1999-2001, depuis 2003)
- Tim Gaines - basse, chœurs, claviers, piano (1983–1986, 1986–1988, 1990-1993, 1999-2001, 2003–2004, depuis 2010)
- Oz Fox - guitare, chœurs (1983–1992, 1999-2001, depuis 2003), chant (1992–1993)

### Anciens membres
- Eric Johnson - basse, chœurs (1982)
- Scott Lane - guitare solo, chœurs (1983)
- John Voorhees - basse, chœurs (1983)
- Matt Hurich - basse, chœurs (1986)
- Tracy Ferrie - basse, chœurs (2004–2010)

### Membres de session
- John Van Tongeren – claviers, basse, piano
- Christopher Currell – synclavier, guitare
- Billy Meyers – claviers
- Steve Croes – synclavier
- Brad Cobb – basse
- John Purcell – claviers
- Jeff Scott Soto – chœurs
- Randy Jackson – basse
- Brent Jeffers – batterie, claviers
- Tom Werman – percussions
- Kenny Aronoff – batterie
- Charles Foley – claviers
- Kenny Metcalf – claviers

## Discographie

### 2015: Fallen
1. Yahweh
2. Fallen
3. Pride
4. Big screen lies
5. Heaven
6. Love you like I do
7. All over again
8. After forever
9. Till I get what I need
10. Let there be light
11. The calling
12. King of kings

### 2018: God damn evil
1. Take it to the Cross
2. Sorry
3. Lost
4. God damn evil
5. You don't even know me
6. The valley
7. Sea of thieves
8. Beautiful
9. Can't live without your love
10. Own up
11. The Devil doesn't live here

### Singles
- 1985 : Calling on You
- 1985 : Reach Out
- 1985 : Reach Out / Together as One
- 1985 : Reach Out/First Love
- 1985 : Together as One
- 1985 : Winter Wonderland
- 1985 : Reason for the Season
- 1986 : Free/Calling On You
- 1987 : Honestly
- 1987 : Stryper Radio Interview
- 1988 : I Believe In You
- 1988 : I Believe In You/Together Forever
- 1988 : Keep the Fire Burning/The World of You and I
- 1988 : The Reign
- 1990 : Shining Star